# Luis Carlos Salvador Martínez
Luis Carlos Salvador Martinez, també conegut com a Salva, és un exfutbolista aragonès, nascut a Saragossa el 24 d'agost de 1968. Ocupava la posició de davanter.
Va jugar a la primera divisió entre 1988 i 1994, a les files del Reial Saragossa (88/89 i 90/92) i del Celta de Vigo (92/94). Va jugar sobretot amb l'equip gallec, on era un dels davanters suplents més habituals.
Posteriorment, va jugar amb el CA Osasuna a Segona Divisió entre 1994 i 1996.